# Bertil Danielsson
För den moderate politikern, se Bertil Danielsson (politiker).
Bertil Einar Danielsson, född den 10 mars 1914 i Oscars församling, Stockholm, död den 23 maj 1982 i Stockholm, var en svensk filmare.
Danielsson gjorde den svenska televisionens första naturfilm Viggen Viggo från 1955, som fick Sveriges första Prix Italia 1957.Filmen spelades in i nuvarande fågelskyddsområdet Trulsör i Möja Västerfjärd. Danielsson är berättarröst medan Roland Bengtsson svarar för den improviserade gitarrmusiken. Filmen är 25 minuter och premiärvisades i TV 1955 och har ofta repriserats, bland annat den 26 december 2006 vid televisionens 50-årsjubileum. 
Trulsör i Möja Västerfjärd är också platsen för naturfilmen Året på ön, som Danielsson också skapade för TV. Danielsson filmade även Erik Bergstens TV-journalen, som startade 1958.